# Twierdzenie o dualności
Twierdzenie o dualności – rezultat przedstawiający cztery możliwości dotyczące istnienia rozwiązań optymalnych i dopuszczalnych problemu programowania liniowego w postaci standardowej.

## Wypowiedź
Spełniony jest jeden z czterech warunków:
- (S) oraz (DS) mają rozwiązania optymalne, odpowiednio {\displaystyle x} i {\displaystyle y} spełniające równość: {\displaystyle c^{T}x=y^{T}b.}

- (S) nie ma rozwiązania dopuszczalnego, natomiast (DS) ma taki ciąg rozwiązań dopuszczalnych {\displaystyle \left\{y_{n}\right\}_{n\in \mathbb {N} },} że:

{\displaystyle \lim _{n\to +\infty }~y^{T}b=+\infty .}
- (DS) nie ma rozwiązania dopuszczalnego, natomiast (S) ma taki ciąg rozwiązań dopuszczalnych {\displaystyle \left\{x_{n}\right\}_{n\in \mathbb {N} },} że:

{\displaystyle \lim _{n\to +\infty }~c^{T}x=-\infty .}
- (S) oraz (DS) nie mają rozwiązań dopuszczalnych, gdzie (S) jest problemem programowania liniowego zapisanym w postaci standardowej:

{\displaystyle {\begin{cases}{\begin{matrix}Ax\geqslant b\\x\geqslant 0\\\min c^{T}x\end{matrix}}\end{cases}},}
natomiast (DS) jest postacią standardową problemu do niego dualnego:
{\displaystyle {\begin{cases}{\begin{matrix}y^{T}A\leqslant c\\y\geqslant 0\\\max y^{T}b\end{matrix}}\end{cases}}.}